# Садковий провулок (Київ)
Садко́вий прову́лок — зниклий провулок Києва, існував у Жовтневому, нині Солом'янському районі Києва, місцевість Караваєві дачі. Пролягав від Польової вулиці до вулиці Гетьмана (тоді — Індустріальна).
Прилучалася Садкова вулиця.

## Історія
Виник у 1920-ті — на початку 1930-х років під такою ж назвою. Ліквідований разом із навколишньою малоповерховою забудовою наприкінці 1970-х — на початку 1980-х років.